# Polypedates naso
Polypedates naso és una espècie d'amfibi que viu a l'Índia i, possiblement també, a la Xina.
Està amenaçada d'extinció per la pèrdua del seu hàbitat natural.